# Von A nach W
Von A nach W ist das erste Video- und Livealbum des deutschen Sängers Stephan Weidner, dem Kopf und Bassisten der Band Böhse Onkelz. Es erschien am 13. November 2009 über das Label 3R Entertainment. Die DVD ist von der FSK ohne Altersbeschränkung freigegeben.

## Inhalt
Das Album enthält eine Tour-Dokumentation und einen Live-Mitschnitt des Konzerts von Der W gemeinsam mit der dänischen Band D-A-D in Berlin. Die gespielten Lieder stammen fast ausschließlich vom zugehörigen Debütalbum Schneller, höher, Weidner.

## Covergestaltung
Das Albumcover ist in Schwarz-weiß gehalten und zeigt Stephan Weidner beim Konzert auf der Bühne mit dem Mikrofon in der Hand. Im oberen Teil des Bildes befinden sich das Logo von Der W mit dem Schriftzug Schneller, höher, Weidner sowie der Titel Von A nach W in Schwarz.

## Titelliste
DVD 1:
| # | Titel                            | Länge |
| - | -------------------------------- | ----- |
| 1 | Tour-Dokumentation: Von A nach W | 81:00 |
| 2 | W-Cam                            | 21:10 |

DVD 2:
| # | Titel                   | Länge |
| - | ----------------------- | ----- |
| 1 | Konzert: Live in Berlin | 95:00 |
| 2 | Die Band                | 10:34 |

CD – Live in Berlin:
| #  | Titel                       | Länge |
| -- | --------------------------- | ----- |
| 1  | Intro                       | 1:04  |
| 2  | Der W Zwo Drei              | 3:35  |
| 3  | Liebesbrief                 | 2:43  |
| 4  | Waffen & Neurosen           | 4:11  |
| 5  | Schatten                    | 3:26  |
| 6  | Mein bester Feind           | 3:12  |
| 7  | Angst                       | 4:33  |
| 8  | Stille Tage im Klischee     | 3:37  |
| 9  | Du kannst es                | 3:34  |
| 10 | Und wer hasst dich          | 3:54  |
| 11 | Ein Lied für meinen Sohn    | 4:12  |
| 12 | Tränenmeer                  | 4:02  |
| 13 | Zwischen Traum und Paralyse | 4:01  |
| 14 | Asche zu Asche              | 5:20  |
| 15 | Bitte töte mich             | 3:23  |
| 16 | Geschichtenhasser           | 3:23  |
| 17 | Gewinnen kann jeder         | 3:02  |
| 18 | Pass gut auf dich auf       | 9:46  |

## Chartplatzierungen
Die Verkäufe des Albums werden mit denen des Studioalbums Schneller, höher, Weidner zusammen gewertet: Nach Veröffentlichung des Livealbums stieg es erneut auf Platz sechs in die deutschen Charts ein und hielt sich fünf Wochen in den Top 100.

## Rezeption
| Professionelle Bewertungen | Professionelle Bewertungen |
| -------------------------- | -------------------------- |
| Kritiken                   |                            |
| Quelle                     | Bewertung                  |
| Powermetal.de              | [ 3 ]                      |
| Metalnews.de               | [ 4 ]                      |
| Stormbringer.at            | [ 5 ]                      |

Das Album erhielt überwiegend positive Kritiken.
Die Internetseite Powermetal.de gab Von A nach W 8,5 von möglichen zehn Punkten:

„Im Zentrum […] steht das Konzert in Berlin. […] Das Ergebnis kann sich […] sehen beziehungsweise hören lassen: Eingefangen von zig Kameras, mit schnellen Zooms und scharfen Nahaufnahmen hat man das Gefühl, mittendrin zu sein im schweißtreibenden Gig. […] Höhepunkt der Doppel-DVD dürfte aber sicherlich die Tour-Dokumentation sein: Stephan in Sid-Vicious-Hosen, nacktem Oberkörper und Naturpelz, halbnackte Mädels mit aufgesprühtem W-Logo, Jam-Sessions mit schrägen Gitarren, ein IRON MAIDEN-trällernder Weidner, das Metal-Cheers als Anheizer für die W-Kombo, die zusammengebrochene Absperrung in Osnabrück und ein wütender Tourleiter Thomas Hess. […] Trotz ein paar kleinerer Mängel schmeißt Stephan Weidner hier doch ein ziemlich fettes Teil auf den Markt. Ein ins Auge und Ohr gehender Konzert-Mitschnitt, eine gelungene Tourdokumentation und Einblicke in die Gedankengänge des Masterminds.“